# رنیتا فارل
رنیتا فارل (انگلیسی: Renita Farrell؛ زادهٔ ۳۰ مه ۱۹۷۲) بازیکن هاکی روی چمن اهل استرالیا بود.
وی در مسابقات کشوری و بین‌المللی در مجموع برندهٔ ۶ مدال طلا، ۱ مدال برنز شده‌است.
رنیتا فارل-گارارد در سال ۱۹۹۶ و ۲۰۰۰ مدال‌های طلای پیاپی را کسب کرد. برای اولین موفقیت خود در آتلانتا با نام خانوادگی خود فارل شناخته شد، اما پس از ازدواج با گری گرارد، پدر برندان گرارد، که برنز گرفت، نام خود را تغییر داد. مدال به عنوان عضو تیم هاکی مردان استرالیا در سال ۱۹۹۶. کوئینزلندر یکی از اعضای اصلی هاکیروس بود که در اواخر دهه ۹۰ بر مسابقات بین‌المللی تسلط داشت. او معاون کاپیتان تیم آتلانتا بود. استقامت، چسبندگی و توانایی تحت فشار از ویژگیهای حرفه شگفت‌انگیز او بود. او یکی از معدود زنانی است که دو مدال طلا در این ورزش در سطح المپیک کسب کرده‌است.